# Tshopo (rivier)

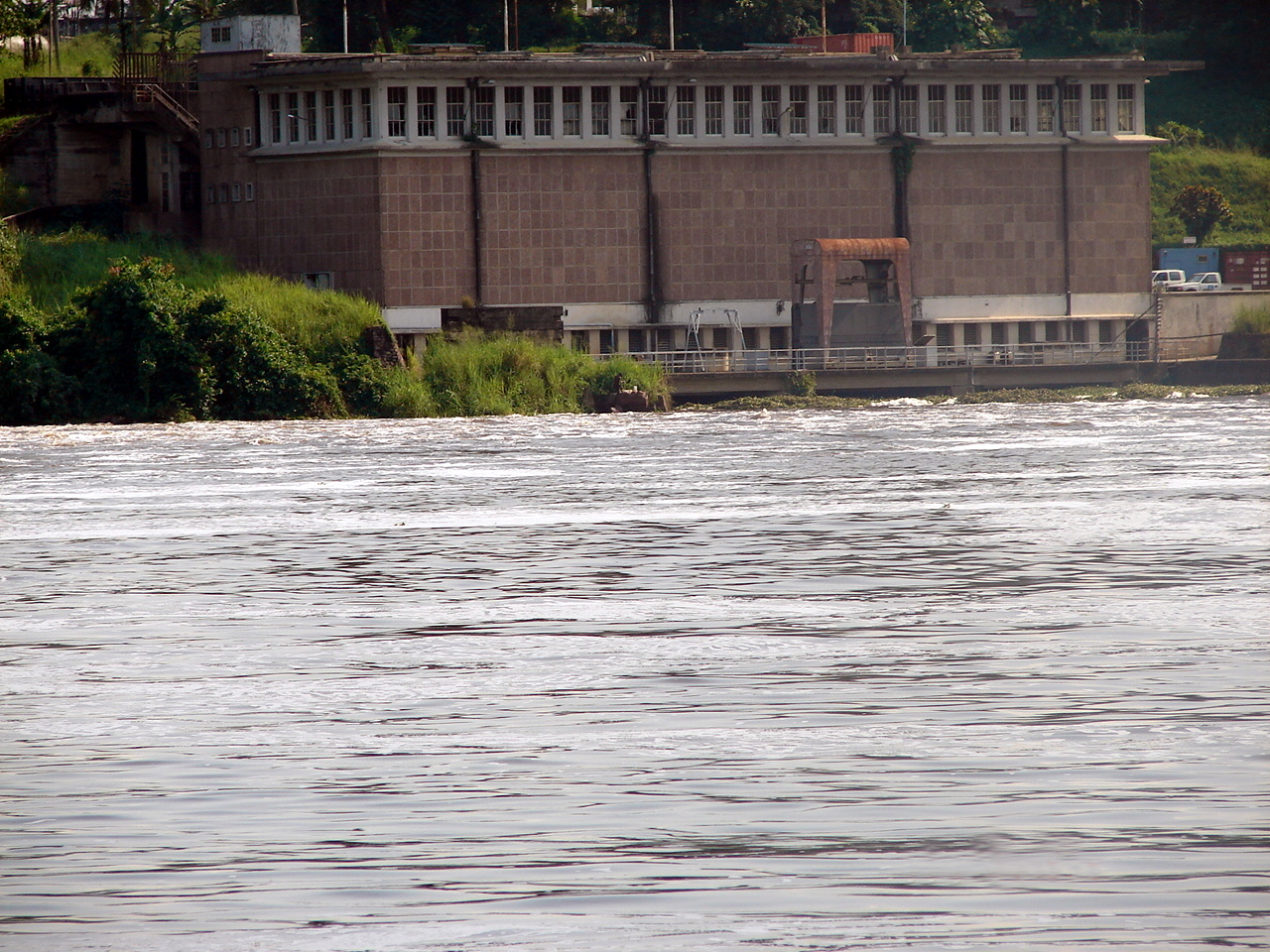
Turbinehuis van de hydro-elektrische centrale op de Tshopo in Kinsangani, vlak aan de Pont Tshopo in het noorden van de stad

De Tshopo is een rivier in de Democratische Republiek Congo. Het is een zijrivier van de Lindi, op zijn beurt een zijrivier van de Kongo. Deze rivieren zijn onderdeel van het stroomgebied van de Kongo, de mondingen van Tshopo en Lindi liggen vlak bij Kisangani.
De Tshopo is een linkerzijrivier van de Lindi die vlak stroomafwaarts van Kisangani in de Lindi uitmondt. De rivier ontspringt in de provincie Tshopo en stroomt vervolgens in westelijke richting naar Kisangani.
De Tshopo geeft zijn naam aan de provincie Tshopo.